# Flute

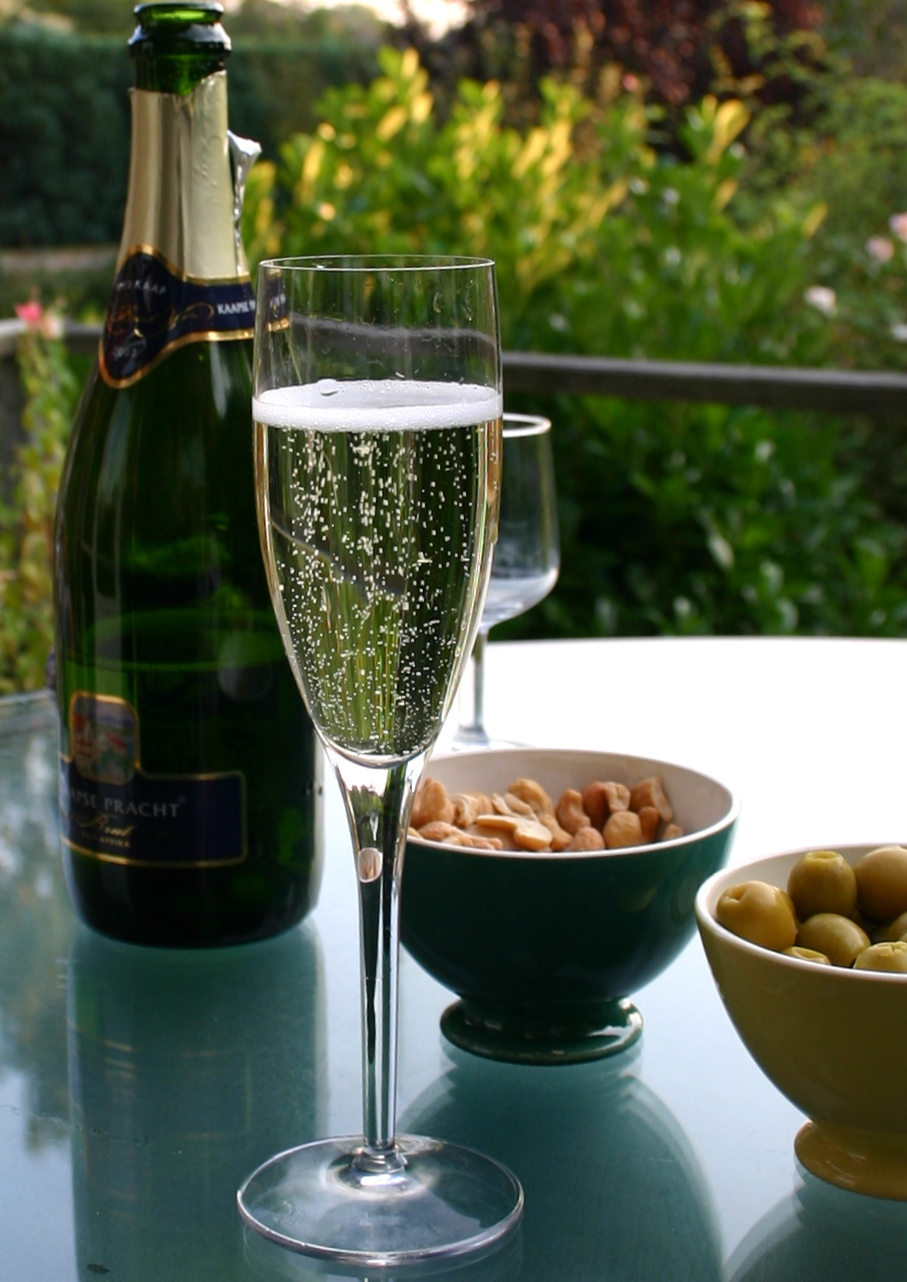
Flute de champagne

Flute é um tipo de taça com cabo alto e bojo comprido e estreito, especialmente desenvolvida para o serviço de champagne e espumantes em geral. Sua principal finalidade é preservar o gás carbônico presente nestas bebidas o máximo de tempo possível, garantindo a persistência do perlage.

## Etimologia
Flute é um termo francês que significa "flauta", numa alusão ao formato alongado de ambos.

## História
A flute substituiu a taça aberta, típica para servir a champagne do século XVIII até os anos 1970. A taça aberta não é ideal para o champagne, pois abriga pouca quantidade de bebida, facilita a dissipação das borbulhas e permite que o vinho esquente facilmente pelo contato com as mãos de quem o bebe.